# Luiz Demétrio Valentini

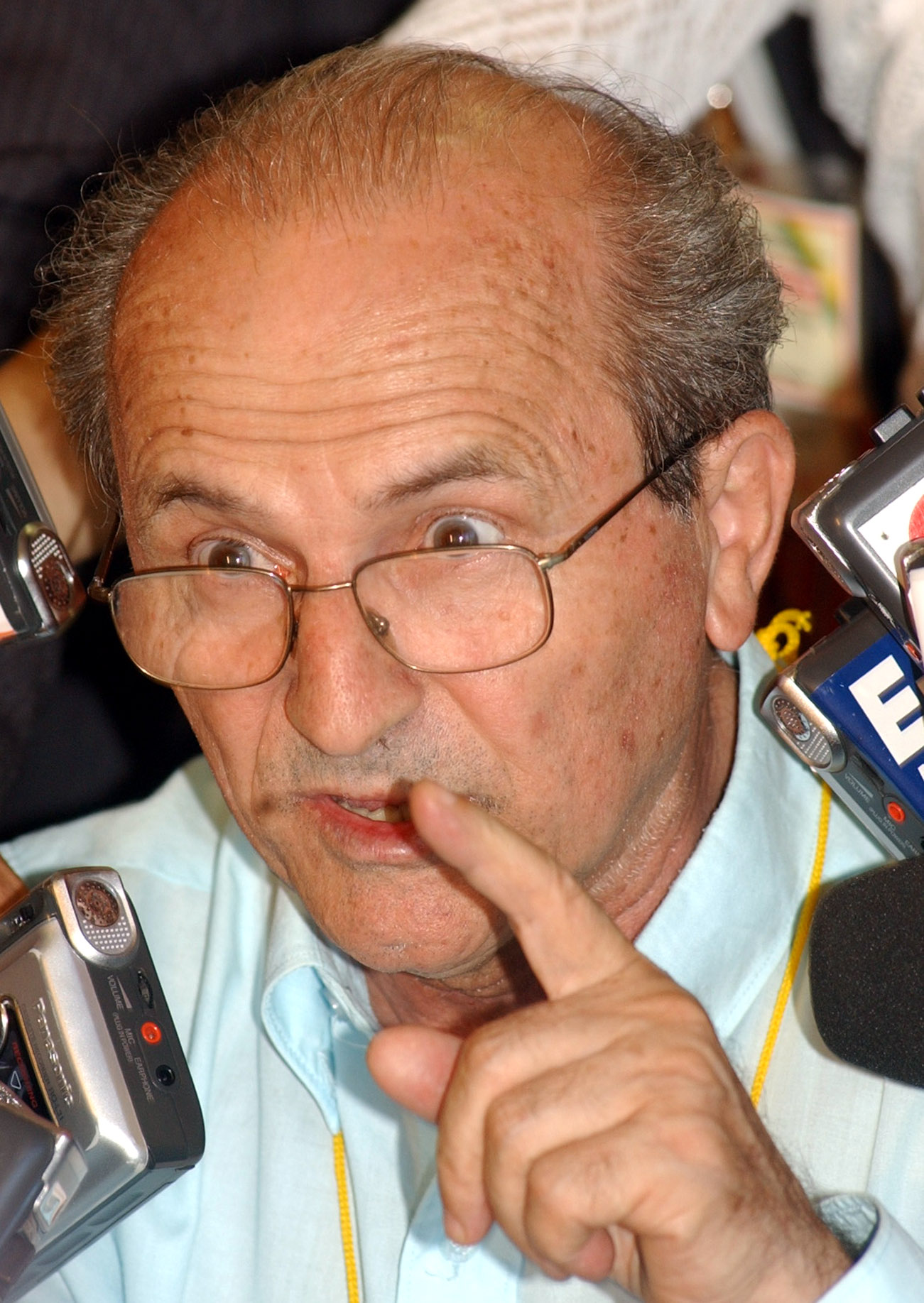
Luiz Demétrio Valentini (2008)

Luiz Demétrio Valentini (* 31. Januar 1940 in São Valentim, Brasilien) ist ein römisch-katholischer Geistlicher und emeritierter Bischof von Jales.

## Leben
Luiz Demétrio Valentini empfing am 6. Februar 1965 die Priesterweihe.
Papst Johannes Paul II. ernannte ihn am 8. Juni 1982 zum Bischof von Jales. Der Erzbischof von Porto Alegre, João Cláudio Colling, spendete ihm am 31. Juli desselben Jahres die Bischofsweihe; Mitkonsekratoren waren João Aloysio Hoffmann, Bischof von Erexim, und José Ivo Lorscheiter, Bischof von Santa Maria. Als Wahlspruch wählte er VENHO PARA SERVIR.
Papst Franziskus nahm am 21. Oktober 2015 seinen altersbedingten Rücktritt an.